# شبكة نجمية

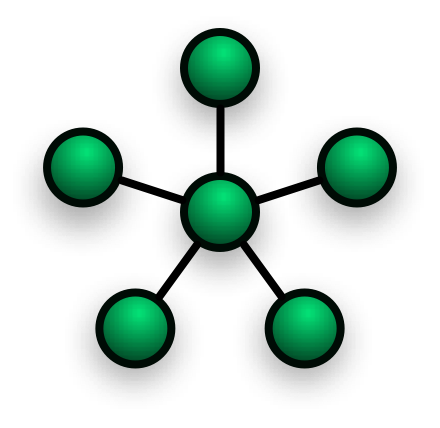
صورة توضيحية للشبكة النجمية

شبكة نجمية (بالإنجليزية: Star network)‏: هي إحدى نماذج طوبولوجيا الشبكات، ويرتبط فيها كل جهاز بخط إلى خادم مركزي مثل جهاز توزيع الشبكة، وترسل البيانات إلى الجهاز المحدد. في حالة كان الخادم عبارة عن موزع مركزي فإن البيانات ترسل إلى جميع الأجهزة المتصلة بالشبكة.
وهي شبكه تستخدم في الشبكة (LAN)

## المميزات والعيوب

### المميزات
- إذا انقطع اتصال إحدى العقدة أو اتصالها، فلن يؤثر ذلك على أجهزة الكمبيوتر الأخرى ولا اتصالاتها[2]
- يمكن إضافة الأجهزة أو إزالتها دون إزعاج الشبكة
- يعمل بشكل جيد تحت الحمل الثقيل
- مناسب لشبكة كبيرة

### العيوب
- باهظة الثمن نظرًا لعدد وطول الكابلات اللازمة لتوصيل كل مضيف بالمحور المركزي[2]
- المحور المركزي هو نقطة عطل مفردة للشبكة

## عيوب
- غالية الثمن بالنسبة لتركيبها.
- تحتاج أجهزة عتاد إضافية مثل جهاز توزيع الشبكة.
- في حال حدوث خلل للخادم المركزي؛ فإن كل الشبكة ستتوقف عن العمل.[3][4]
- طول التمديدات المطلوبه لربط وحدات الشبكة
- صعوبة التوسع بها